# ゴードン郡 (ジョージア州)
ゴードン郡（ゴードンぐん、英: Gordon County）は、アメリカ合衆国ジョージア州の北西部に位置する郡である。2010年国勢調査での人口は55,186人であり、2000年の44,104人から25.1%増加した。郡庁所在地はカルフーン市（人口15,650人）であり、同郡で人口最大の都市でもある。

## 歴史
ゴードン郡は1850年2月13日にジョージア州議会の法によって設立された。郡域はカス郡（現在のバートウ郡）とフロイド郡の一部から取られた。ゴードン郡となった領域の全ては、元々チェロキー族インディアンが使っていたところであり、チェロキー国の最後の首都であるニューエコタがあった。チェロキー族がまだその故郷に残っていた間であっても、ジョージア州議会は1830年12月に、その領土を測量し、部分、地区、区画に分割することができる法を成立させた。その結果はまず、全地域をチェロキー郡として識別させた（郡としては機能しなかった）。1832年12月3日成立の法で、チェロキー族領土を10の郡に分割した。すなわちカス郡、チェロキー郡、コブ郡、フロイド郡、フォーサイス郡、ギルマー郡、ランプキン郡、マレー郡、ポールディング郡、およびユニオン郡となった。チェロキーの土地は抽選で白人開拓者に配分されたが、議会はチェロキー族がまだ住んでいる区画を白人が専有することを暫定的に禁じた。
1835年12月29日になって、ジョージア州は将来ゴードン郡となった領域を含み、チェロキー族のまだ譲渡されていなかった土地に対する所有権について公式の根拠を持った。このときのニューエコタ条約では、チェロキー族の一派が500万米ドルと引き替えにジョージア州、アラバマ州、テネシー州、ノースカロライナ州にある全ての土地を放棄し、西へ移住することに合意した。チェロキー族の大半はこの条約に反対し、立ち去ることを拒否したが、アメリカ合衆国政府とジョージア州は条約に拘束力があると見なした。1838年、アメリカ陸軍がジョージア州に最後まで残っていたチェロキー族15,000人を集め、西部への行進を強制した。これはその後に「涙の道」と呼ばれた。ゴードン郡はその道の出発点だった。
ゴードン郡が1850年に設立された後、1852年から1877年にかけて何度も領域が修正された。州議会はカス郡、フロイド郡、マレー郡、ピケンズ郡、ウォーカー郡に土地を割譲させ、またフロイド郡とマレー郡からは領域を付加した。
ゴードン郡は州内94番目の郡であり、郡名はウィリアム・ワシントン・ゴードン（1796年-1842年）に因んで名付けられた。ゴードンはジョージア州人として初のウェストポイント陸軍士官学校卒業者であり、ジョージア中央鉄道の初代社長となった。サバンナ市にはゴードンの記念碑がある。

## 経済
ゴードン郡の経済は、サービス産業に加えて、重工業と軽工業の製造業が基盤である。モホーク・インダストリーズは床材のメーカーであり、郡内に本社がある。またショー・インダストリーズ、ボーリュー・インタナショナル・グループ、LG化学、神戸製鋼所の1事業部であるコベルコ建設機械アメリカなどが郡内にある。

## 文化
1920年代から活躍したオールドタイム・ミュージックのジョージア・イエロー・ハンマーズはゴードン郡の出身である。メンバーは主に、ビル・チットウッド、クライド・エバンス、バッド・ランドレス、チャールズ・アーネスト・ムーディ、フィル・リーブであり、オールドタイム・ミュージック最盛期には重要なバンドだった。カルフーン高校のフットボールチームであるイエロー・ジャケッツはフィル・リーブ・スタジアムで試合をしている。チャールズ・アーネスト・ムーディは『Drifting Too Far From the Shore』など南部ゴスペルのスタンダードとなっている歌を作った。この曲はジェリー・ガルシア、エミルー・ハリス、フィル・レッシュ、ハンク・ウィリアムズなど多くの歌手がカバーしている。

## 鉄道事故
20世紀後半に2つの大きな列車事故が郡内で起こった。1981年、サザン鉄道第160列車がウースタノーロの町近くで木材運搬トラックと衝突した。機関士とトラックの運転手が致命傷を負った。1990年、第188列車がデイビスの待避線北端で停車信号が出ていたのを走行し、第G38列車に衝突した。第G38列車の機関士と車掌、および第188列車の車掌が死亡した。ジョージア州道136号線に近いこの衝突現場には、慰霊碑が建てられている。

## 政治
ジミー・カーターが当選した大統領選挙の助言者だったバート・ランスはカルフーン第一国定銀行の理事会議長だった。この銀行は現在BB&Tが所有している。近年のゴードン郡は共和党の強い地盤になっている。
2004年:ジョージ・W・ブッシュ（共和党）: 11671票 (73.98%)、ジョン・ケリー（民主党）: 4028票 (25.53%)、バドナリク（リバタリアン党）: 76票 (0.48%)
2004年アメリカ合衆国上院議員選挙:イサクソン（共和党）: 11051票 (72.18%)、マジェット（民主党）: 3930票 (25.67%)、バックリー（リバタリアン党）: 330票 (2.16%)
2002年ジョージア州知事選挙:パデュー（共和党）: 6074票 (62%)、バーンズ（民主党）: 3468票 (35.4%)、ヘイズ（リバタリアン党）: 254票 (2.59%)

## 地理
アメリカ合衆国国勢調査局に拠れば、郡域全面積は358.01平方マイル (927.2 km2)であり、このうち陸地355.54平方マイル (920.8 km2)、水域は2.48平方マイル (6.4 km2)で水域率は0.69%である。

### 主要高規格道路

#### 州間高速道路
- 州間高速道路75号線

#### アメリカ国道
- アメリカ国道41号線
- アメリカ国道411号線

#### ジョージア州道
- ジョージア州道3号線
- ジョージア州道53号線
- ジョージア州道53号線支線
- ジョージア州道61号線
- ジョージア州道136号線
- ジョージア州道136号線接続路
- ジョージア州道156号線
- ジョージア州道225号線
- ジョージア州道401号線

### 隣接する郡
- マレー郡 - 北
- ウィットフィールド郡 - 北
- ギルマー郡 - 北東
- ピケンズ郡 - 東
- チェロキー郡 - 南東
- バートウ郡 - 南
- フロイド郡 - 西
- ウォーカー郡 - 北西

### 国立保護地域
- チャタフーチー国立の森（部分）

## 人口動態
以下は2000年国勢調査による人口統計データである。
| 基礎データ - 人口: 44,104人 - 世帯数: 16,173 世帯 - 家族数: 12,259 家族 - 人口密度: 48人/km2（124人/mi2） - 住居数: 17,145軒 - 住居密度: 19軒/km2（48軒/mi2） 人種別人口構成 - 白人: 89.69% - アフリカン・アメリカン: 3.46% - ネイティブ・アメリカン: 0.27% - アジア人: 0.53% - 太平洋諸島系: 0.05% - その他の人種: 4.98% - 混血: 1.01% - ヒスパニック・ラテン系: 7.41% 年齢別人口構成 - 18歳未満: 26.1% - 18-24歳: 9.5% - 25-44歳: 31.4% - 45-64歳: 22.5% - 65歳以上: 10.6% - 年齢の中央値: 34歳 - 性比（女性100人あたり男性の人口） - 総人口: 99.0 - 18歳以上: 97.1 | 世帯と家族（対世帯数） - 18歳未満の子供がいる: 35.8% - 結婚・同居している夫婦: 60.4% - 未婚・離婚・死別女性が世帯主: 11.1% - 非家族世帯: 24.2% - 単身世帯: 20.3% - 65歳以上の老人1人暮らし: 8.1% - 平均構成人数 - 世帯: 2.70人 - 家族: 3.08人 収入と家計 - 収入の中央値 - 世帯: 38,831米ドル - 家族: 43,184米ドル - 性別 - 男性: 29,761米ドル - 女性: 22,256米ドル - 人口1人あたり収入: 17,586米ドル - 貧困線以下 - 対人口: 9.9% - 対家族数: 7.5% - 18歳未満: 12.1% - 65歳以上: 14.3% |

## 都市と町
- カルフーン - 郡庁所在地
- フェアマウント
- プレーンビル
- レンジャー
- レサカ
- レッドバッド
- オークマン
- シュガーバレー
- ウースタノーロ

## 教育

### 公共教育学区
ゴードン郡教育学区には高校2校、中学校2校、小学校6校がある。カルフーン市は別の学区であり、予備学校、小学校、中学校、高校各1校がある。

### 私立学校
- ジョージア・カンバーランド・アカデミー
- ジョン・L・コブル小学校

## レクリエーション
- ソノラビルにはソノラビル・レクリエーション施設がある